# Competitive Cyclist Racing Team
Competitive Cyclist Racing Team was een Amerikaanse continentale wielerploeg die van 2011 tot en met 2012 actief was op de continentale circuits van de UCI. Het team reed op  fietsen van het merk Pinarello.

## Bekende renners
- Francisco Mancebo
- Thomas Rabou
- Chad Beyer